# Azər Zeynalov
Azər Zeynalabdin oğlu Zeynalov (Nakhcivan, 13 dicembre 1964) è un musicista azero, nato in una famiglia nobile.

## Biografia
Dal 1968 al 1972 vive a Baku. Nel 2007 si reca alla Mecca per il Pellegrinaggio, l'Hajj. È un discendente di Nasir al-Din al-Tusi, astronomo e matematico persiano. È il figlio del poeta Vefa Zeynalli. È sposato, ha 4 figli.

## Studi
Ha frequentato la scuola elementare n° 132 ed il corso di pianoforte della scuola di musica. Nel 1982 si è iscritto alla facoltà di regia di drama dell'Università Statale di Cultura e Arte dell'Azerbaigian. Nel 1989 si è laureato con una specializzazione in regia cinematografica. Nel 1990 la passione per la musica l'ha portato al Teatro Statale di Musica Rashid Behbudov. In questo periodo era contemporaneamente membro del gruppo musicale “Gianghi” e nello stesso anno è stato il laureato del Festival di musica, “Terra del Fuoco Baku 90”. Nel 1992 per la seconda istruzione si è iscritto al Dipartimento Vocale di Accademia Musicale di Baku, nel 1994 superando l'esame in Italia si è iscritto al Dipartimento vocale del Conservatorio statale di Musica “Agostino Steffani” a Castelfranco Veneto. Nel 1996 laureandosi con una specializzazione in canto d'opera, è tornato in patria ed ha finito la sua istruzione incompleta presso l'Accademia Musicale di Baku.

## Carriera
Dal 1996 è solista del Teatro Statale Accademico dell'Opera e del Balletto dell'Azerbaigian. Il suo timbro vocale è di tenore lirico-drammatico, protagonista delle opere classiche europee e dell'Azerbaigian e d'Europa. 

### Come tenore lirico drammatico
E interprete di : 
- Asgher (premier-1997), nello spettacolo, Arşın mal alan[1],
- Meshadi Ibad (premier-2006), nello spettacolo O olmasın, bu olsun,[2] di Üzeyir bəy Əbdülhüseyn oğlu Hacıbəyov,
- Khasay Bey (2004), nell'opera Natava, di V. Adighozalov,
- Balash (premier-1998), nell'opera Sevil di Fikrət Məşədi Cəmil figlio di Əmirov,
- Canio (premier-2000), nell'opera Pagliacci, di Ruggero Leoncavallo,
- Alfredo (premier-1998), nell'opera La Traviata, di Giuseppe Verdi,
- Otello (premier-2014), nell'opera Otello, di Giuseppe Verdi,
- Cavaradossi, (2009), nell'opera Tosca, di Giacomo Puccini.

### Come cantante
Azər Zeynalov non è solo un cantante d‘opera, ma anche cantante, delle romanze, delle odi e degli oratori dei compositori azeri. Tra questi sono molti noti
- Sciucriyya e Ganjadan galiram di Emin Sabit figlio di Mahmudov;
- Baxtavar oldu, Azerbaigian e Russia nel film Baxtiyar. L'idea fu di dedicare questa canzone alla nazione dell'Azerbaigian, la cui interpretazione appartiene ad Azər Zeynalov di Tofiq Ələkbər figlio di Quliyev;
- Leyla[3] di Rauf Soltan figlio di Hacıyev;
- Mahammad ve Leyla di Ramiz Hacı figlio di Mustafayev;
- Qam karvani, Tantanali Cantata, Cianaccala, Qarabag scikastasi di Vasif Zülfüqar figlio di Adıgözəlov.

### I tour nel mondo
Nel suo palmares sono molto presenti diverse canzoni nazionali azere. Nel 1997 incide il suo primo cd-album intitolato, Sciukriyya, pubblicato dall'agenzia turca RAQS. Con le sue interpretazioni si è esibito sui palchi di molti paesi, soprattutto in Italia, Inghilterra, Austria, Francia, Svezia, Germania, Paesi Bassi, Cina, Turchia, Repubblica Turca di Cipro del Nord, Russia, Bielorussia, Moldavia, Gagauzia, Ucraina, Daghestan, Georgia, Tagikistan, Baschiria, Tatarstan, Turkmenistan, Uzbekistan, Marocco, Egitto, Arabia Saudita, Stati Uniti d'America, Canada ed ecc. Dal 2001 Azər Zeynalov è direttore del dipartimento vocale dell'Università statale di cultura e arte azere. Nel 2009 è stato chiamato come docente di quel dipartimento, da parte del Comitato di Valutazione, e dallo stesso anno è il professore della stessa università.

## Riconoscimenti
Nel 1995 è stato premiato con la medaglia d'oro da parte della Società di Cultura Turco-Islamica. Ha ottenuto diversi premi per i ruoli svolti sul palco dei teatri dell'opera.
Nel 1998 gli è stato assegnato il titolo onorifico di Artista del Popolo della Repubblica dell'Azerbaigian e nel 2008 il titolo di Artista del Popolo della Repubblica del Daghestan.